# Charge utile (astronautique)
Pour les articles homonymes, voir Charge utile.

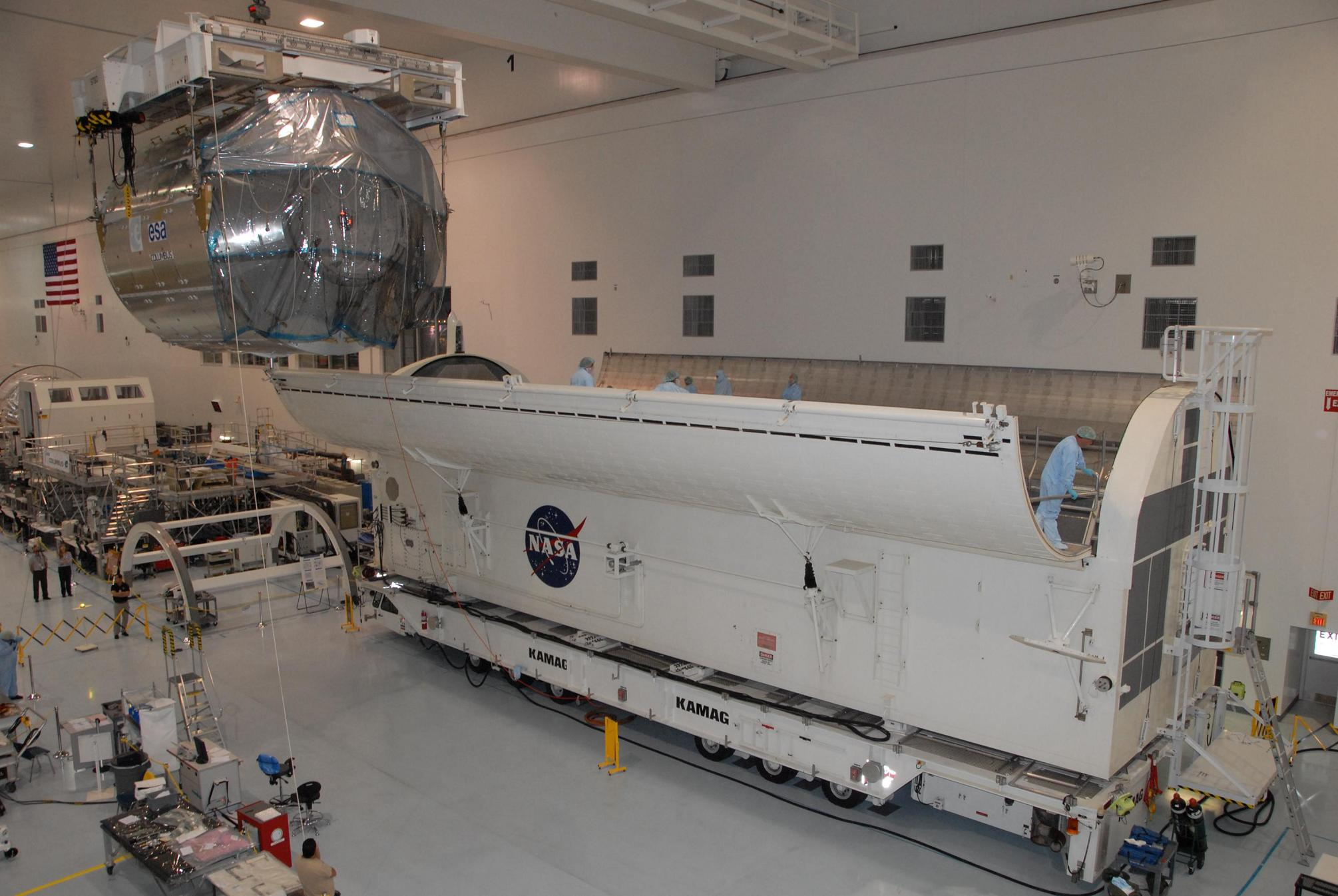
Le module Colombus en cours de chargement.

La charge utile est, dans l'industrie spatiale, la partie d'un engin spatial qui est destinée à remplir les objectifs de la mission. Le terme est relatif :
- la charge utile d'une fusée ou d'un lanceur est le satellite ou la sonde spatiale qu'il doit placer en orbite ;
- la charge utile du satellite n'est que la fraction de ses équipements qui remplissent cette mission (antennes et systèmes d'amplification du signal pour un satellite de télécommunications) et s'oppose à la plate-forme (ou module de service) qui comprend notamment les panneaux solaires, le système de contrôle d'orientation, la structure porteuse, le système de contrôle thermique, etc.

Quelques exemples de charge utile :
- les antennes, transpondeurs et les amplificateurs d'un satellite de télécommunications ;
- les caméras ou radiomètres pour un satellite de télédétection ;
- les télescopes pour un satellite d'astronomie ;
- l'instrumentation scientifique pour une sonde spatiale ;
- le vaisseau spatial pour une mission avec équipage.